# أحمد محمد خشبة
أحمد محمد خشبة باشا هو سياسي مصري، شغل عدة مناصب وزارية من بينها:
- وزير الحقانية ووزير المعارف العمومية في وزارة أحمد زيور باشا الأولى (24 نوفمبر 1924 - 13 مارس 1925)
- وزير الحربية والبحرية في وزارة عدلي يكن الثانية (7 يونيو 1926 - 21 أبريل 1927)
- وزير المواصلات في وزارة عبد الخالق ثروت الثانية (25 أبريل 1927 - 16 مارس 1928) وفي وزارة حسين سري الثانية (31 يوليه 1941 - 4 فبراير 1942)
- وزير الخارجية مرتين: الأولى من 19 نوفمبر 1947 إلى 28 ديسمبر 1948، والثانية في الفترة من 27 فبراير 1949 إلى 25 يوليو 1949.[1]

## المناصب الوزارية
| الوزارة                     | بداية الفترة | نهاية الفترة | مجلس الوزراء                           | عهد         |
| --------------------------- | ------------ | ------------ | -------------------------------------- | ----------- |
| وزير التربية والتعليم       | 24/11/1924   | 13/03/1925   | وزارة أحمد زيور باشا الأولى            | الملك فؤاد  |
| وزير العدل                  | 24/11/1924   | 26/11/1924   | وزارة أحمد زيور باشا الأولى            | الملك فؤاد  |
| وزير الدفاع والإنتاج الحربي | 07/06/1926   | 21/04/1927   | وزارة عدلي يكن باشا الثانية            | الملك فؤاد  |
| وزير المواصلات              | 25/04/1927   | 16/03/1928   | وزارة عبد الخالق ثروت باشا الثانية     | الملك فؤاد  |
| وزير العدل                  | 16/03/1928   | 25/06/1928   | وزارة مصطفى النحاس باشا الأولى         | الملك فؤاد  |
| وزير العدل                  | 25/06/1928   | 02/10/1929   | وزارة محمد محمود باشا الأولى           | الملك فؤاد  |
| وزير العدل                  | 30/12/1937   | 27/04/1928   | وزارة محمد محمود باشا الثانية          | الملك فؤاد  |
| وزير العدل                  | 27/04/1938   | 24/06/1938   | وزارة محمد محمود باشا الثالثة          | الملك فاروق |
| وزير العدل                  | 24/06/1938   | 18/08/1939   | وزارة محمد محمود باشا الرابعة          | الملك فاروق |
| وزير المواصلات              | 31/07/1941   | 04/02/1942   | وزارة حسين سري باشا الثانية            | الملك فاروق |
| وزير العدل                  | 09/12/1946   | 19/11/1947   | وزارة محمود فهمي النقراشي باشا الثانية | الملك فاروق |
| وزير الخارجية               | 19/11/1947   | 28/12/1948   | وزارة محمود فهمي النقراشي باشا الثانية | الملك فاروق |
| وزير الخارجية               | 27/02/1949   | 25/07/1949   | وزارة إبراهيم عبد الهادي باشا          | الملك فاروق |
| وزير العدل                  | 25/07/1949   | 16/08/1949   | وزارة حسين سري باشا الثالثة            | الملك فاروق |

## الوفاة
توفي عام 1954.